# Patri Friedman
Patri Friedman (ur. 29 lipca 1976 w Blacksburg) – amerykański aktywista i teoretyk ekonomii politycznej.

## Wykształcenie
Friedman dorastał w King of Prussia w stanie Pensylwania, gdzie w 1994 ukończył Upper Merion Area High School, do której uczęszczał pod nazwiskiem Patri Forwalter-Friedman. W 1998 skończył Harvey Mudd College, i zajmował się pisaniem kodu dla Google. Gra także w pokera, i czterokrotnie wygrał nagrody pieniężne w World Series of Poker. Jest członkiem Humanity+.

## Seasteading Institute
Friedman to Executive Director w Seasteading Institute, założonym 15 kwietnia 2008 dzięki pół-milion-dolarowej inwestycji współzałożyciela PayPal, Petera Thiela. Misja instytutu to „ustanowienie stałych, niezależnych wspólnot oceanicznych, w celu umożliwienia eksperymentów i innowacji w różnorodnych systemach społecznych, politycznych i prawnych” („to establish permanent, autonomous ocean communities to enable experimentation and innovation with diverse social, political, and legal systems”). Początkowo był to projekt robiony w wolnym czasie – raz w tygodniu, kiedy pracował na pełnym etacie dla Google jako inżynier – ale Friedman zwolnił się z Google 29 lipca 2008, aby poświęcić się bardziej seasteadingowi. Wraz z partnerem Wayne Gramlich oraz Andrew Hauserem opublikował 150-stronicową książkę opisującą projekt. Spodziewali się zwodować pierwszy prototyp pływającej wyspy w Zatoce San Francisco w 2010, ale na październikowym spotkaniu instytutu w 2010 ogłoszono przesunięcie tych planów na 2014.

## Rodzina
Patri Friedman jest wnukiem laureata Nagrody Nobla w dziedzinie ekonomii, Miltona Friedmana i ekonomistki Rose Friedman, i synem ekonomisty i fizyka Davida D. Friedmana. Jest rozwiedziony i ma dwoje dzieci.